# Chelemys delfini
Chelemys delfini és una espècie de mamífer rosegador de la família dels cricètids. És endèmic de l'extrem meridional de Xile. Els seus hàbitats naturals són els herbassars i matollars de l'estepa magallànica. Es desconeix si hi ha cap amenaça significativa per a la supervivència d'aquesta espècie. Podria ser un sinònim de Geoxus michaelseni.